# Фрио (окръг, Тексас)
Окръг Фрио (на английски: Frio County) е окръг в щата Тексас, Съединени американски щати. Площта му е 2937 km², а населението - 16 252 души (2000). Административен център е град Пиърсол.